# Mleko
Mléko najpogosteje pomeni hranljivo tekočino, ki nastaja v mlečnih žlezah samic sesalcev. Preden lahko novorojenci uživajo tudi druge vrste hrane, je zanje mleko edina hrana. Mleko imamo lahko za najpopolnejšo naravno hrano, ki vsebuje sestavine, ki jih novorojenec potrebuje za rast. Kravje mleko je sestavljeno iz 87,5 % vode, 3,5 % maščobe, 4,7 % mlečnega sladkorja, 3,6 % beljakovin in 0,7 % mineralnih soli. Mleko živali predelujejo v različne mlečne izdelke. To so denimo smetana, kislo mleko, maslo, jogurt, skuta, sir, sladoled, sirotka. Mlečna maščoba vsebuje tudi nekaj zelo pomembnih vitaminov kot so; A, D, E, določeno količino vitamina B1 (tiamin), B2 (riboflavin) in vitamina C (askorbinske kisline). Normalna specifična teža mleka je med 1,028 do 1,035 kg na 1 liter, če je ta teža pod 1,028 kg, je mleku dodano vsaj 10 % vode. Mleko različnih sesalcev se razlikuje po sestavi.
Z izrazom mleko označujemo tudi:
- kokosovo mleko, beli sok in predelano meso kokosovega oreha v tekoči obliki, ki je posebej v uporabi v tajski, indijski in polinezijski kuhinji;
- zamenjavo za živalsko mleko rastlinskega izvora, denimo sojino mleko, riževo mleko in mandljevo mleko,

Pri sesalcih mladič (pri ljudeh dojenček) mleko navadno uživa preko dojenja. Kot mlezivo mleko prenaša materina protitelesa in črevesne bakterije k otroku. Mlečni sladkor (laktozo) pri mladičih sesalcev razkraja encim laktaza.

## Pridelava mleka
| Država                     | Prireja (ton) |
| -------------------------- | ------------- |
| ZDA                        | 87,446,130    |
| Indija                     | 50,300,000    |
| Ljudska republika Kitajska | 36,036,086    |
| Rusija                     | 31,895,100    |
| Brazilija                  | 31,667,600    |
| Nemčija                    | 29,628,900    |
| Francija                   | 23,301,200    |
| Nova Zelandija             | 17,010,500    |
| Združeno kraljestvo        | 13,960,000    |
| Turčija                    | 12,480,100    |
| Svet                       | 599,438,003   |

Velika večina mleka na trgu je kravjega izvora, čeprav načeloma vse samice sesalcev proizvajajo mleko. Po oceni Organizacije ZN za prehrano in kmetijstvo (FAO) je leta 2011 kravje mleko predstavljalo 85 % vse svetovne pridelave. V razvitih državah zahoda večina tega izvira iz mlečnih kmetij z avtomatskimi molznimi stroji. Določene pasme goveda selektivno vzrejajo za čim večjo produkcijo mleka, med njimi je daleč najbolj razširjeno holštajnsko govedo.
Poleg kravjega v manjši uporabljamo mleko več drugih vrst živine, med njimi bivolje, kozje, ovčje, kamelje, oslovsko, konjsko, jelenje in jakovo. Prve štiri vrste so predstavljale 11, 2, 1,4 in 0,2 % svetovne produkcije mleka leta 2011.
Leta 2010 je bila največja pridelovalka mleka Indija, ki so ji sledile Združene države Amerike, Kitajska, Nemčija, Brazilija in Rusija. Države članice EU so v letu 2011 skupaj proizvedle okoli 138 milijonov ton mleka.

### Prireja mleka v Sloveniji
V Sloveniji je leta 2013 prireja kravjega mleka znašala 595.496 l.

## Obdelava mleka
Danes mleko industrijsko predelajo v:
- konzervirano mleko,
- pasterizirano mleko,
- kondenzirano mleko,
- posneto mleko,
- polnovredno mleko,
- mleko v prahu in izvlečke iz mlečnih maščob;
  - lecitin,
  - holesterin,
  - karotin,
  - laktozo,

Mleko steriliziramo pri visoki temperaturi + 150 °C nekaj sekund. Tako se uničijo vsi mikroorganizmi in tudi njihove spore. Ob tem imenu mora biti navedeno, ali je pasteriziran ali steriliziran. Na embalaži mora biti označena tudi količina maščobe v mleku in razni dodatki. Glede na količino maščob ločimo:
- polnomastno mleko, homogenizirano z najmanj 3,2 % mlečne maščobe,
- delno posneto mleko, homogenizirano ima do 1,6 % mlečne maščobe,
- posneto mleko pa z manj kot 1,6 % mlečne maščobe.

Steriliziranemu mleku lahko dodajamo tudi vitamine A, B1, B2, B6, E in niacin.

## Pozitivni učinki mleka
- Mleko vsebuje kombinacijo hranil, ki je zelo ugodna za izgradnjo kosti (beljakovine, kalcij, vitamin D, magnezij, kalij), zato uživanje mlečnih izdelkov pomaga pri normalni izgradnji kosti in preprečevanju osteoporoze.

- Mlečni izdelki iz posnetega ali pol posnetega mleka lahko vplivajo na zmanjšanje telesne teže. Sprva so ta vpliv pripisovali predvsem delovanju kalcija, toda izsledki raziskav so pokazali približno 2-krat večji učinek mlečnih izdelkov na zmanjšanje telesne maščobe pri dietah, kot ga dosežemo z uživanjem kalcija v pripravkih ali tabletah. Možne sestavine, ki prispevajo dodatni učinek so razvejane aminokisline in bioaktivni peptidi, ki delujejo samostojno ali pa v povezavi s kalcijem. Učinkujejo na metabolizem in zgorevanje maščob ter prerazporeditev energije.

- Fermentirani mlečni izdelki, še posebno probiotični, pomagajo uravnavati prebavo, preprečevati črevesne okužbe in krepiti imunski sistem.

## Priporočila za mleko in mlečne izdelke
| Država              | Mleko (v litrih) | Sir (kg) | Maslo (kg) |
| ------------------- | ---------------- | -------- | ---------- |
| Finska              | 183,9            | 19,1     | 5,3        |
| Švedska             | 145,5            | 18,5     | 1,0        |
| Irska               | 129,8            | 10,5     | 2,9        |
| Nizozemska          | 122,9            | 20,4     | 3,3        |
| Norveška            | 116,7            | 16,0     | 4,3        |
| Španija             | 119,1            | 9,6      | 1,0        |
| Švica               | 112,5            | 22,2     | 5,6        |
| Združeno kraljestvo | 111,2            | 12,2     | 3,7        |
| Avstralija          | 106,3            | 11,7     | 3,7        |
| Kanada              | 94,7             | 12,2     | 3,3        |

Strokovnjaki svetujejo, da naj se vsak dan vključi v jedilnik mleko in/ali mlečne izdelke. Priporočajo se dva do štirje obroki na dan, en obrok pomeni na primer:
- kozarec mleka (250 ml),
- 1 obrok fermentiranega mleka (jogurt, kislo mleko, kefir – 200 g) in
- 2 rezini sira ali skuta (40 g).

Zlato pravilo za količine je: več gibanja, večja aktivnost – večje potrebe! Otroci naj bi v predšolskem obdobju zaradi višjih energijskih in prehranskih zahtev uživali polno mleko in mlečne izdelke, nato pa je izbira med izdelki z več ali manj maščob odvisna od zaužitih količin, aktivnosti (energetskih potreb) in zdravstvenega stanja posameznika. Skladno s prehranskimi priporočili se priporoča predvsem uživanje pol posnetega mleka in mlečnih izdelkov iz posnetega oz. pol posnetega mleka.

## Ekonomski vidik
Poročila iz leta 2007 navajajo, da je cena mleka v svetu precej poskočila zaradi večjih zahtev trga ter pridelave bio-goriv. Še posebej je opazen porast porabe mleka na Kitajskem ter porast cen mleka v ZDA. Za leto 2010 je ameriško ministrstvo za kmetijstvo predvidevalo, da bodo kmetje dobili 1,35 USD galono mleka, kar je za 30 centov manj kot v letu 2007. Ta cena mnogim pridelovalcem mleka ne zagotavlja preživetja.

## Možne težave

### Alergije
Mleko lahko povzroča težave posameznikom, ki so alergični na mlečne beljakovine. Ob zaužitju mleka ali mlečnih izdelkov se alergija na mlečne beljakovine lahko kaže skozi dermatološke, prebavne ali dihalne težave.
Trenutno zdravil za alergijo na mlečne beljakovine še ni, zato se enostavno priporoča prehrana brez mleka in mlečnih izdelkov.

### Laktozna intoleranca
Laktoza ali mlečni sladkor je naravni sladkor v mleku vseh vrst sesalcev. Predstavlja glavni vir energije za dojenčka in tudi pomembno hranilo za hiter razvoj možganov. V naravi ga v znatnih količinah najdemo le v mleku in mlečnih izdelkih, pa seveda v hrani, ki ji mleko dodamo. Laktozo v tankem črevesju prebavimo s pomočjo encima laktaza. Če posameznik v črevesju ne tvori encima laktaze v zadostni količini, govorimo o laktozni intoleranci. Ta motnja se pogosteje pojavlja pri starejših ljudeh, lahko je genetsko pogojena ali pa posledica hudih črevesnih infekcij. Če posameznik z laktozno intoleranco uživa mleko, lahko pride do tiščanja in napenjanja ali hujših težav: bruhanja, močnih vetrov, bolečin v trebuhu, slabosti in krčev.